# Sūrya
Dans l'hindouisme, Sūrya (sanskrit : सूर्य, de la racine sanskrite sur ou svar, briller) est le dieu du Soleil, fils d'Āditi et de Kashyapa. Il a quatre épouses, Saṃjñā, la Connaissance, Râjnî, la Souveraineté, Prabhâ, la Lumière et Châyâ, l'Ombre. C'est le père de Manu, le premier homme et le législateur de l'humanité, mais aussi de Yama, le dieu de la mort et de Yamî qui deviendra, après sa mort, la rivière Yamunâ, un des trois fleuves les plus sacrés de l'hindouisme.

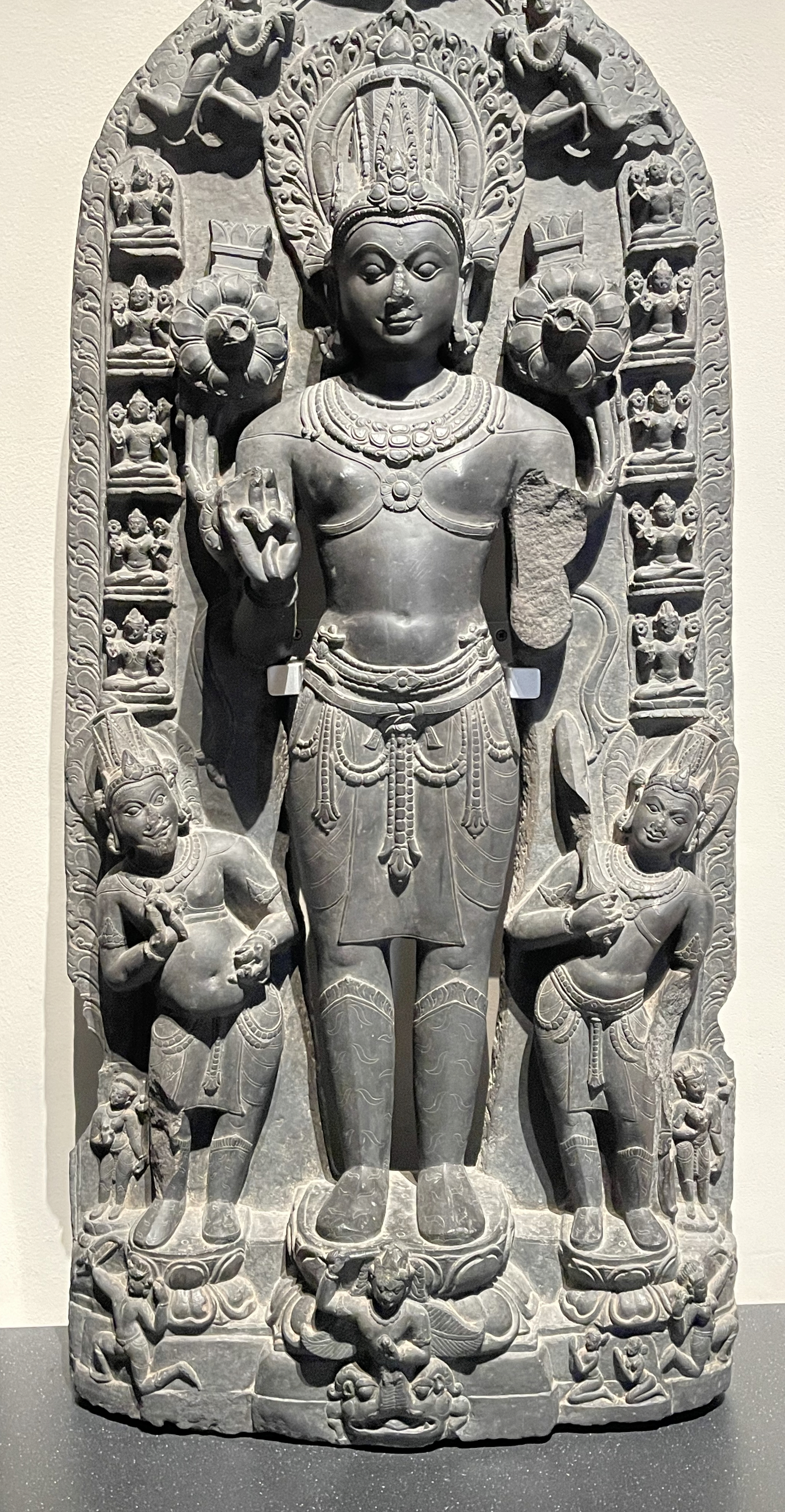
Statue de Sūrya, Nord-Est de l'Inde, 11e-12e siècle. Musée national d'Écosse, Édimbourg, Royaume-Uni.

## Description
Dans la mythologie tardive, Sūrya est parfois représenté comme un guerrier iranien, chaussé de bottes, possédant quatre bras, à la chevelure dorée et à la peau cuivrée. D'après l'astronome indien Varahamihira, qui vécut probablement au VIe siècle, le culte solaire aurait été importé en Inde par des prêtres mazdéens depuis la Perse, ce qui est cohérent avec son apparence. Dans sa Brihat-samhitâ, il se fait l'écho de la légende qui raconte les amours de Sûrya et de Nikshubhâ, la fille du brahmane Sujîva, dont il aurait eu un fils nommé Jarasastra, nom qui semble être la déformation de Zarathoustra.
Sūrya se déplace dans un char conduit par Aruna et tiré par sept chevaux ou un cheval à sept têtes, représentant les jours de la semaine.
Surya Namaskar est la salutation au soleil, un des enchaînements de la panoplie des mouvements yogiques ; Surya Namaskar est très usité dans le monde.
Sūrya est aussi une des trois "humeurs", un des trois principes de la médecine ayurvédique, avec Vâyou et Agni.

## Temples
Peu nombreux en Inde, les temples les plus remarquables dédiés à Sûrya sont :
- la Pagode noire de Konârak, en Orissa, souvent considérée comme l'un des plus beaux temples de l'Inde
- le temple de Modhera, récemment redécouvert au Gujarat
- le temple de Mârtand au Cachemire
- le temple de Sūrya de Gwâlior, dans le Madhya Pradesh
- le temple Padam Nath (hi) de Jhalrapatan, dans le Rajasthan
- le temple de Katarmal, non loin d'Almora (Kumaon), en Uttarakhand
- le temple de Suryanar Kovil, situé dans un village éponyme non loin de Kumbakonam, au Tamil Nadu.

## Divers
Sūrya est aussi devenu un prénom.

## Épithètes de Sūrya
- Aharpati : le seigneur du jour
- Jagat chakshu : l'œil du monde
- Jayanta : le victorieux
- Jîvana : la source de vie

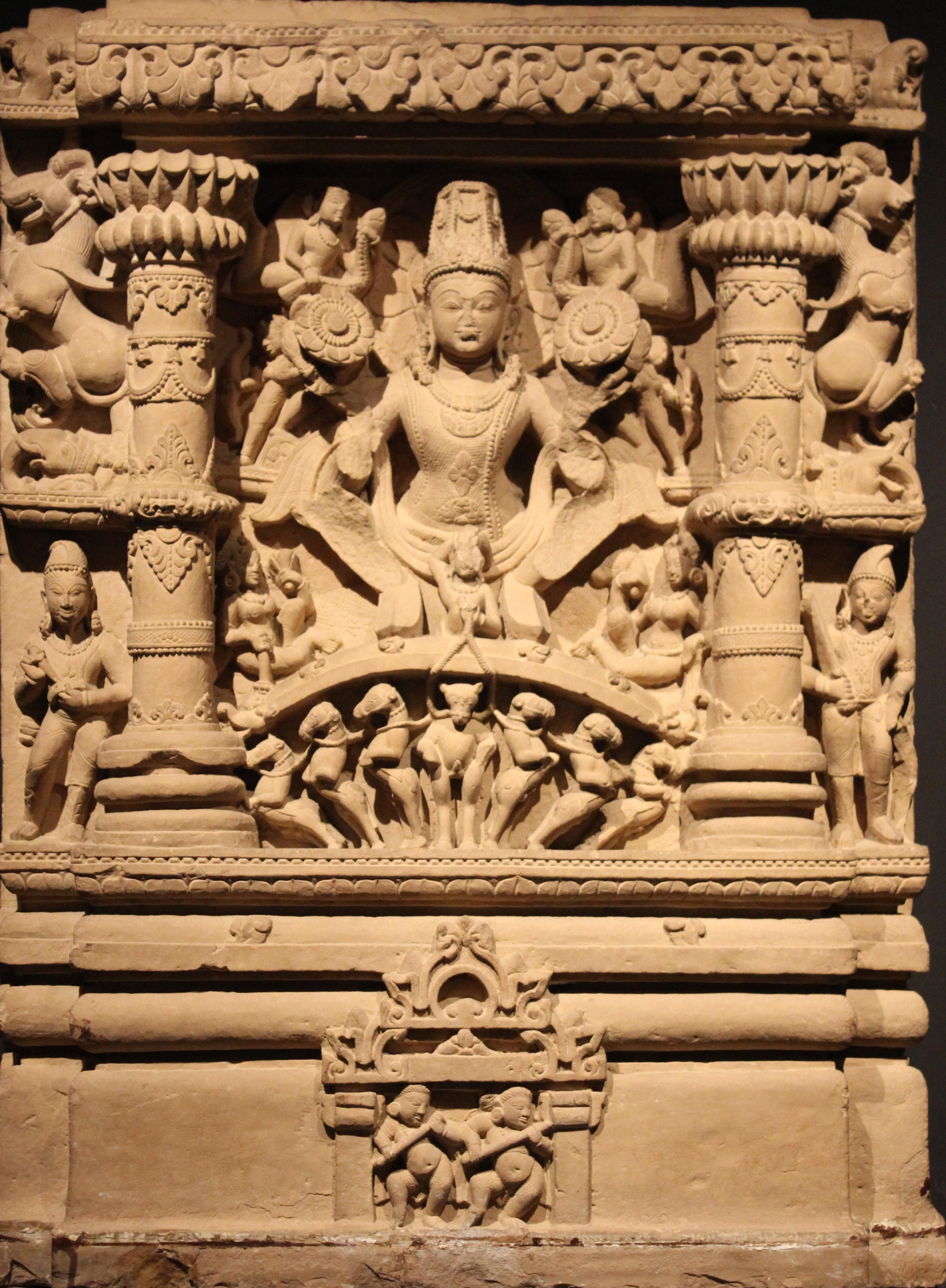
L'iconographie de Surya le montre généralement tenant une fleur de lotus et se tenant dans un char tiré par des chevaux.

- Karma sâkshin : le témoin des actes
- Pâvaka : le purificateur
- Saptashva : le seigneur des sept chevaux
- Dadhikrâ : le cheval divin